# Bolesław Smulikowski
Bolesław Zygmunt Henryk Smulikowski (ur. 28 listopada 1911 we Lwowie, zm. 25 września 1939 w Warszawie) – polski zoolog.
Urodził się 28 listopada 1911 roku we Lwowie jako syn Juliana i Marii z domu Surówka. Ukończył XI Gimnazjum matematyczno-przyrodnicze we Lwowie po czym studiował dwa lata na Uniwersytecie Lwowskim, a od 1932 roku na Uniwersytecie Warszawskim. Należał do Związku Niezależnej Młodzieży Socjalistycznej i do Koła Przyrodników UW, którego był przewodniczącym. Od 1933 roku specjalizował się w limnologii u Roszkowskiego. Jego prace w większości zostały zniszczone podczas okupacji.
Zginął 25 września 1939 roku podczas walk obronnych o Warszawę, jako dowodzący gniazda cekaemów na Mokotowie. Pochowany jest na Powązkach Wojskowych.